# 16 Warszawska Drużyna Harcerzy
16 Warszawska Drużyna Harcerzy im. Zawiszy Czarnego, znana jako „Szesnastka” – jedna z najstarszych drużyn harcerskich w Polsce, zachowująca nieprzerwaną ciągłość kadrową. Od 1911 do 1918 w organizacjach będących korzeniami Związku Harcerstwa Polskiego. Od 1918 do 1990, oraz od 1993 do 2001 roku w ZHP. Od 1990 do 1993, oraz od 2001 roku należy do ZHR.
Jest członkiem założycielem Unii Najstarszych Drużyn Harcerskich Rzeczypospolitej.
16 WDH zdobyła cztery razy (w 2004, 2005, 2013 oraz 2018) miano Drużyny Rzeczypospolitej, najlepszej drużyny w Organizacji Harcerzy ZHR. Od roku 2004 do podziału na dwie drużyny (1 stycznia 2007) Drużyna Puszczańska. 1 sierpnia 2007 „Grunwald” i „Sulima” uzyskały kategorię leśną. W roku 2009, a także w latach 2011–2018 „Grunwald” był drużyną puszczańską (w roku 2013 i w roku 2018 Drużyną Rzeczypospolitej), „Sulima” w latach 2013–2014 i 2017 posiadała kategorię puszczańską.

## Miejsce działania
Od samego początku drużyna była ściśle powiązana ze Szkołą Realną Stowarzyszenia Techników imienia Stanisława Staszica w Warszawie założoną w 1906 roku, w okresie międzywojennym przekształconą w gimnazjum, obecnie funkcjonującą jako XIV LO im. Stanisława Staszica w Warszawie. Szkoła ta mieściła się początkowo, przez kilka pierwszych miesięcy 1906 r., w tymczasowym lokalu po zamkniętej pensji żeńskiej, znajdującym się na przy ul. Jerozolimskiej nr 29 (obecne Al. Jerozolimskie) na rogu ul. Kruczej, a następnie do 1916 r. w specjalnie zaadaptowanym na jej potrzeby 3-pietrowym domu przy ul. Wilczej 41, w którym wcześniej miało swoją siedzibę rządowe II gimnazjum żeńskie, później przeniosła się do własnego budynku przy ul. Polnej 60 (obecnie ul. Noakowskiego 6). Tam też drużyna działała aż do 1939 roku. Powstające jednak przy drużynie gromady wilczków (zuchów), skupiające młodszych chłopców działały w innych miejscach, m.in. Liceum Francuskim w Warszawie (ówcześnie przy ul. Polnej 46a), a także prywatnej szkole powszechnej Bronisławy Stopczykowej przy ul. Hożej 64.
Podczas II wojny światowej drużyna nadal współpracowała z nauczycielami liceum im. Staszica, prowadzącymi tajne komplety. Jednocześnie jednak z chwilą wejścia do struktur Szarych Szeregów w 1944 roku została przydzielona do Bloku „Prochownia”, w ramach IV Obwodu Okręgu Warszawskiego AK (Ochota).
Powstanie Warszawskie z oczywistych względów zahamowało jakąkolwiek działalność harcerską inną niż walka. Po kapitulacji niektórzy chłopcy trafili do Krakowa, gdzie pod wodzą Józefa Przewłockiego odbyli kilka zbiórek. Po zakończeniu działań wojennych Szesnastka powróciła do Liceum im. Staszica, które jednak z uwagi na zniszczenia w budynku przy ul. Noakowskiego funkcjonowało tymczasowo przy ul. Wawelskiej 46, w budynku liceum im. Słowackiego (przed wojną liceum żeńskiego, z którego uczennicami utrzymywano ożywione kontakty).
W 1947 roku drużyna pierwszy raz w swojej historii rozpoczęła rekrutację harcerzy (nie zuchów) w szkole podstawowej – była to Szkoła Podstawowa nr 97 przy ul. Raszyńskiej 22. Rok później szkoła Staszica, a z nią i Szesnastka, wróciła do przedwojennej siedziby przy ul. Noakowskiego. Jednak już w 1949 roku, wraz z rozwiązaniem ZHP i powołaniem Organizacji Harcerskiej Związku Młodzieży Polskiej, drużyna zakończyła działalność, ponadto zlikwidowano liceum im. Staszica. W ten sposób 16 WDH ostatecznie opuściła dzielnicę Śródmieście, zawsze jednak utrzymując kontakt ze Stowarzyszeniem Wychowanków dawnej szkoły.
Z chwilą reaktywacji ZHP Szesnastkę reaktywowały niezależnie dwie grupy dawnych harcerzy. W szkole mieszczącej się w gmachu dawnego liceum Staszica działała już jednak inna drużyna harcerska. Drużynę skierowano więc do liceum im. Hugona Kołłątaja (ul. Grójecka 93). W 1959 roku rozszerzono działalność na Szkołę Podstawową nr 39, rok później Szkołę Podstawową nr 16. Drużyna współpracowała również ze Szkoła Podstawową nr 21.
Działająca obecnie przy szkołach podstawowych nr 23, 61, 152 i 264 na warszawskiej Ochocie, dawniej prócz wymienionych wyżej w Katolickim Zespole Edukacyjnym im. ks. Piotra Skargi oraz nieistniejących już: Szkole Podstawowej nr 9, Gimnazjum nr 14 im. Leopolda Staffa i Gimnazjum nr 13 im. Stanisława Staszica w Warszawie.

## Barwy
Harcerze Szesnastki wyróżniają się łowickimi krajkami noszonymi zamiast chust, a także góralskimi kostkami, noszonymi w otoku rogatywek (oba te elementy wprowadzono do umundurowania w 1925 roku). Barwą drużyny jest kolor błękitny, co przejawia się w barwie chust noszonych przez harcerzy przed zdobyciem prawa do noszenia krajki i kostek, a także kolorem wyhaftowanej na jednym z naramienników munduru cyfry „16”. W drużynie tradycyjnie przyjmuje się nazwy zastępów od polskich zwierząt (eg. Łosie, Wilki, Dziki, Rysie, Żubry, Bobry etc.). Nazwę zastępu, wyhaftowaną w jego barwach, nosi się na drugim naramienniku.
Umundurowanie harcerzy na przestrzeni dziejów odpowiadało regulaminom organizacji, do których 16 WDH należała, z uwzględnieniem krajek i kostek, a także braku wywijek. W bogatej symbolice drużyny wyróżnić można ponadto plakietkę drużyny, która wzorowana jest na herbie Zawiszy Czarnego, tj. herbie Sulima, a także tzw. „lilijkę zawiszacką” (skautową lilijkę przeplecioną literą „Z”), która znalazła zastosowanie jako logo pojawiające się przede wszystkim w internecie oraz różnorakich dokumentach i publikacjach.
Drużyna w swoich dziejach używała trzech sztandarów: pierwszy, wręczony w 1925 roku, został zakopany przed kapitulacją Powstania Warszawskiego i nigdy nieodnaleziony. Drugi, stanowiący dokładną kopię pierwszego, drużyna otrzymała podczas obozu w 1958 roku (właśnie tego sztandaru drużyna używa do dziś). Trzeci sztandar wręczono harcerzom 16 WDH w 1977 roku – był to sztandar wykonany zgodnie z obowiązującym wówczas statutem ZHP (tj. m.in. z orłem pozbawionym korony), harcerze jednak używali go niechętnie, będąc przywiązanymi do sztandaru wg przedwojennego wzoru – na który nadal składano przyrzeczenie w obecności przedwojennych instruktorów ZHP.

## Szczep
Obecnie 16 WDH funkcjonuje jako Szczep 16 Warszawskiej Drużyny Harcerzy im. Zawiszy Czarnego, do którego należą:
- 16 WDH „Sulima” (od 2007 r.) – drużynowy pwd. Tadeusz Kuczyński HO
- 16 WDH „Grunwald” (od 2007 r.) – drużynowy pwd. Tadeusz Rosłan HO
- 16 WGZ „Bractwo Zaginionego Oręża” (od 2008 r.) – drużynowy pwd. Stanisław Uliński HO
- 16 WGZ „Strażnicy Czasu” (od 2012 r.) – drużynowy pwd. Ignacy Hofmokl-Ostrowski HO
- 16 WDW „Oldboys” (od 2021 r.) – PO drużynowego HO Ludwik Zawadzki

Od powstania szczepu funkcję szczepowego obejmowali kolejno: hm. Marek Gajdziński (styczeń – lipiec 2007 roku), phm. Piotr Drzazga (lipiec 2007 roku – 2010 rok), phm. Paweł Huras (2010 rok – wrzesień 2011 roku), phm. Marcin Gierbisz (wrzesień 2011 roku – październik 2015 roku), hm. Kajetan Kapuściński (październik 2015 roku – luty 2019 roku), phm. Karol Walesiak (luty 2019 roku – październik 2020 roku), hm. Maciej Sadowski (od października 2020 roku).
W październiku 2020 roku jednostki zgrupowane w szczepie założyły Warszawski Związek Drużyn „Zawrat”, którego komendantem został hm. Maciej Sadowski (poprzednio, w ramach ZHR, Szesnastka współpracowała z drużynami zgromadzonymi w Warszawskim Hufcu Harcerzy „Klucz”).
W październiku 2021 roku WZD „Zawrat” został przekształcony w Warszawski Hufiec Harcerzy „Zawrat”, którego komendantem został hm. Maciej Sadowski.

## Znani członkowie 16 WDH
Z 16 WDH wywodzi się wiele znanych postaci (byłych harcerzy nazywa się w drużynie „zawiszakami”) m.in.:
- Jerzy Wądołkowski – założyciel i drużynowy 16 WDH, komendant okręgu ZHP, major WP,
- Janusz Rudnicki – założyciel i drużynowy 16 WDH, przewodniczący okręgu ZHP, inżynier, poległ jako kurier rządu RP
- Piotr Olewiński – założyciel drużyny, członek naczelnictwa ZHP, Harcmistrz Rzeczypospolitej, inżynier, Senator II RP
- Ignacy Wądołkowski – komendant Okręgu Stołecznego POW, Komendant Chorągwi Warszawskiej ZHP, inżynier, ppłk. WP
- Bolesław Skinder – plutonowy 16 WDH, działacz niepodległościowy, oficer
- Tadeusz Antoni Skinder – działacz niepodległościowy, oficer
- Stanisław Zdziarski – plutonowy 16 WDH, inżynier, oficer AK
- Zbigniew Zdziarski – plutonowy 16 WDH, inżynier
- Jerzy Boguski – honorowy drużynowy 16 WDH
- Bohdan Pniewski – drużynowy 16 WDH, warszawski architekt
- Zygmunt Wierzbowski ps. „Zyg” – drużynowy 16 WDH, inżynier, oficer WP i AK
- Tadeusz Jan Rubach – uczestnik ruchu oporu we Francji, podczas II wojny światowej.
- Stefan Jedliński – drużynowy 16 WDH, prawnik, oficer AK
- Leszek Dulęba (1907–1987) – konstruktor lotniczy
- Kazimierz Koźniewski – historyk harcerstwa, prozaik, publicysta, eseista, reportażysta, scenarzysta
- Szymon Majewski – polski dziennikarz, showman, prezenter radiowy i telewizyjny
- Jan Włodarkiewicz – komendant Tajnej Armii Polskiej, współtwórca i pierwszy dowódca „Wachlarza”
- Tadeusz Pietrzykowski – legendarny bokser z Auschwitz
- Janusz Meissner – lotnik, autor książek i scenariuszy filmowych
- Michał Woynicz-Sianożęcki – konspiracyjny drużynowy 16 WDH, zginął od wybuchu czołgu-pułapki w czasie powstania warszawskiego
- Zygmunt Przewłocki – w czasie powstania warszawskiego pokonał z rozkazami i meldunkami trasę ze Śródmieścia do Lasów Chojnowskich i z powrotem, częściowo kanałami; zginął w trakcie obrony gmachu szkoły im. Stanisława Staszica
- Felicjan Loth – pediatra, lekarz-więzień Pawiaka
- Jan Józef Lipski – literat, dzinnikarz, publicysta, działacz polityczny i społeczny
- Zygmunt Hübner – aktor i reżyser
- Włodzimierz Dusiewicz – dokumentalista i filmowiec
- Stanisław Korwin-Szymanowski – członek WiN, więzień polityczny, współtwórca Ruchu Kamykowego
- Stanisław Bugajski – autor melodii i słów do „Modlitwy Harcerskiej”, oraz hymnu Szesnastki
- Mirosław Chojecki – opozycjonista, podziemny drukarz, twórca NOWej
- Andrzej Szper (zm. na Kamiński) – redaktor „Sulimczyka”, profesor historii, badacz historii nazizmu i Niemiec
- Marek Jaczewski – drużynowy 16 WDH, profesor elektryk, dyrektor Instytutu Energetyki
- Kazimierz Jaegermann – lekarz, prof. medycyny sądowej, Kierownik Pracowni Medycyny Wypadkowej w Zakładzie Medycyny Sądowej Akademii Medycznej w Krakowie
- Janusz Haman – powstaniec warszawski, profesor nauk technicznych, członek rzeczywisty Polskiej Akademii Nauk
- Wacław Gabara – powstaniec warszawski, profesor zarządzania, kierownik Katedry Teorii Zarządzania w Szkole Głównej Handlowej w Warszawie
- Jan Antoni Karczewski – drużynowy 16 WDH, artysta malarz, docent Akademii Sztuk Pięknych w Warszawie

## Historia

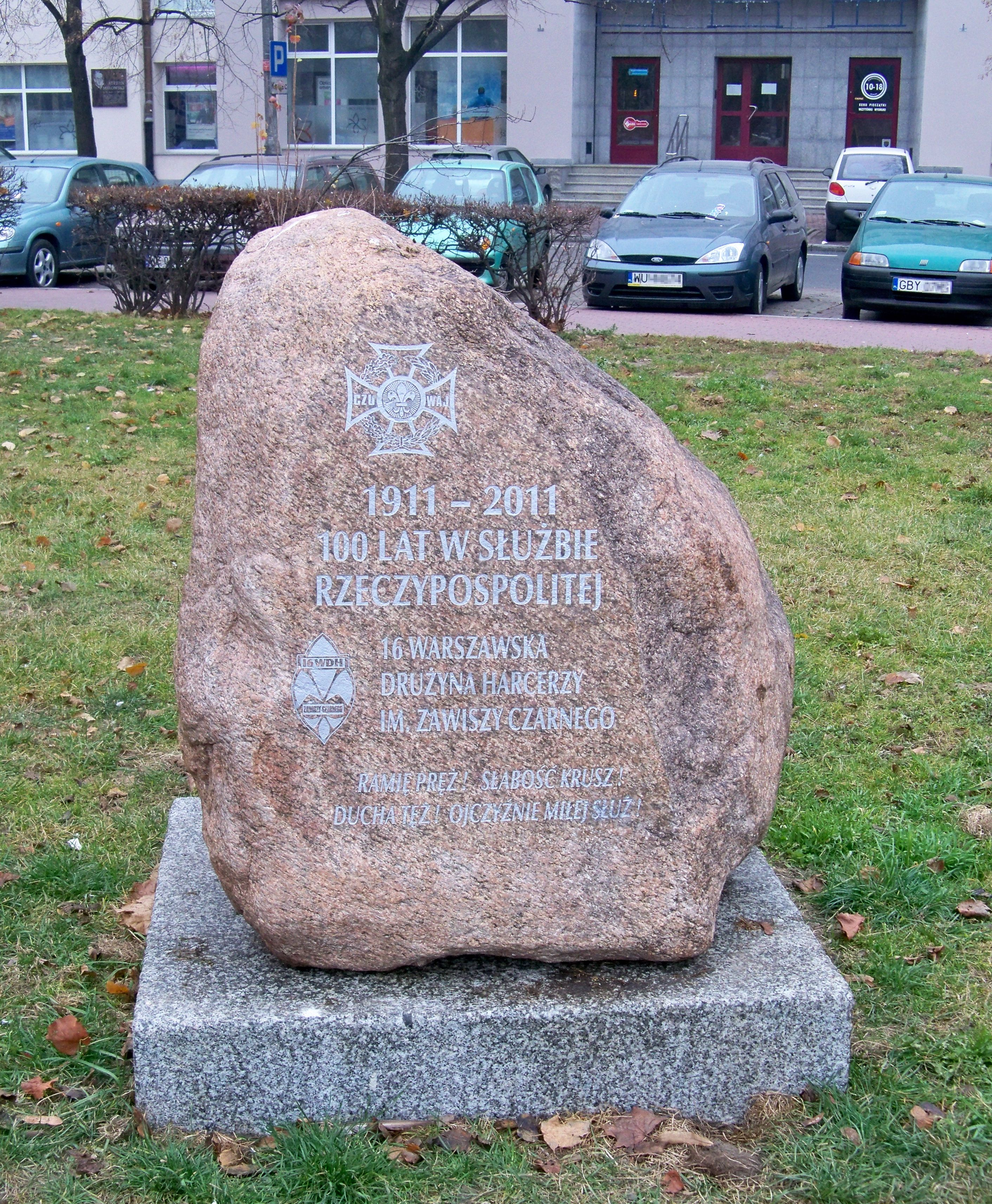
Głaz upamiętniający stulecie drużyny. Skwer między ul. Akademicką a pl. Narutowicza w Warszawie.

### Opracowania dotyczące historii drużyny
Wydano kilka publikacji dotyczących dziejów Szesnastki. W 1936 roku, z okazji 25-lecia powstania drużyny, wydano pracę pt. 25 lat dziejów Szesnastki 1911–1936 autorstwa Romana Różyckiego. W 1981 roku Kazimierz Koźniewski wydał na prawach rękopisu Gawędę o Szesnastce Zawiszy Czarnego, zaś w 1986 roku, z okazji 75-lecia drużyny, wydano Kronikę 16 Warszawskiej Drużyny Harcerzy im. Zawiszy Czarnego 1911–1986 autorstwa Wojciecha Bogusławskiego oraz album fotograficzny, zredagowany przez Bogdana Stefańskiego. Cennym źródłem dziejów 16 WDH jest też pismo pt. „Sulimczyk”, wydawane po raz pierwszy w latach 1915–1917 (cztery numery), w latach 1930–1939 jako dwutygodnik (sto sześćdziesiąt jeden numerów), a także w latach powojennych z różną regularnością. Obecnie pismo wydawane jest co najmniej raz w roku.

### Powstanie drużyny
Jesienią 1911 roku w warszawskiej Szkole Realnej Stowarzyszenia Techników im. Stanisława Staszica trzech uczniów po powrocie z wakacji i zapoznaniu się z angielską metodą skautową postanowiło założyć drużynę skautową i szkolić młodzież na wypadek konfliktu zbrojnego. Jerzy Wądołkowski wraz z Piotrem Olewińskim (jako członkowie Młodzieży Narodowej) oraz Janusz Rudnicki (jako członek Zarzewia) założyli dwa niezależne zastępy. Zastęp Rudnickiego 20 października 1911 roku został przekształcony w pluton (i tego dnia harcerze Szesnastki obchodzą rocznicę założenia drużyny). Obydwie jednostki rozrosły się i podjęły decyzję o połączeniu na wiosnę 1912 tworząc Drużynę Skautów Zawiszy Czarnego, późniejszą 16 Warszawską Drużynę Harcerzy im. Zawiszy Czarnego.

### Przed I wojną światową
Drużyna Skautów Zawiszy Czarnego wraz z innymi warszawskimi drużynami od początku swojego istnienia podlegała Naczelnej Komendzie Skautowej w Warszawie. Pierwszym dłuższym wyjazdem drużyny była wycieczka do Grotowic (majątku należącego do rodziców Stanisława i Zdzisława Zdziarskich, należących do drużyny), która odbyła się wiosną 1912 roku. W tym czasie drużynowym był Janusz Rudnicki, który przejął tę funkcję z rąk Jerzego Wądołkowskiego. Po Januszu Rudnickim nastąpiło dwóch drużynowych wyznaczonych przez NKS, byli to kolejno Kazimierz Odynecki, a następnie Roman Umiastowski, po których do prowadzenia drużyny wrócił Jerzy Wądołkowski. Janusz Rudnicki w tym samym 1912 roku został skierowany do pracy z innymi skautami, wskutek czego powstała drużyna im. gen. Józefa Sowińskiego (późniejsza 9 WDH).
Latem 1913 roku drużyna zorganizowała obóz, który okazał się być pierwszym skautowym obozem na terenie Królestwa Polskiego. Odbył się on w Kołbach na Polesiu, w majątku rodziców Piotra Olewińskiego. W obozie wzięło udział trzynastu uczestników pod komendą Alojzego Pawełka, który jako starszy zarówno od Jerzego Wądołkowskiego, jak i Piotra Olewińskiego został oddelegowany do opieki nad drużyną. Po zakończeniu kolonii Piotr Olewiński objął drużynę im. Tadeusza Rejtana, która później stała się 2 WDH.
W 1914 roku drużyna (licząca około 40 chłopców) zorganizowała kolejną wycieczkę do Grotowic, tym razem jednak w pełni umundurowana i wyposażona. Latem nie zorganizowano obozu letniego, z uwagi na skierowanie całości kadry: Jerzego Wądołkowskiego, Stanisława i Zdzisława Zdziarskich, Stanisława Olewińskiego, Tadeusza Gutowskiego, Bohdana Pniewskiego i Jerzego Boguskiego na kurs w Skolem. Kurs przerwał jednak wybuch I wojny światowej.

#### Szesnastka podczas I wojny światowej oraz walk o Niepodległość i granice
W latach 1914–1920 zginęło łącznie jedenastu skautów i harcerzy związanych z 16 WDH:
- Henryk Dobrowolski (uczestnik obozu w Kołbach), sierżant 1 kompanii III baonu 1 Pułku Piechoty I Bryg. Legionów – zginął w bitwie pod Łowczówkiem 22/23 grudnia 1914 roku
- Władysław Drecki – zginął w bitwie pod Kaniowem
- Jerzy Boguski (drużynowy), szer. 3. Pułku Strzelców Lwowskich – zmarł 16 stycznia 1919 roku we Lwowie
- Leon Suchecki – zginął 28 stycznia 1919 roku w walkach z Zachodnio-Ukraińską Republiką Ludową
- Włodzimierz Bożydar Żłobnicki – zginął w czerwcu 1919 roku jako kurier Naczelnictwa Harcerskiego w Kijowie
- Tadeusz Gutowski (drużynowy), ppor. 6. Pułku Piechoty Legionów – zmarł 22 czerwca 1919 roku w Wilnie wskutek odniesionych ran
- Roman Morozewicz, kadet – zmarł 13 sierpnia 1920 roku w Warszawie wskutek odniesionych ran
- Bolesław Skinder (zastępowy), ppor. jazdy tatarskiej – zginął 18 sierpnia 1920 roku pod Płockiem
- Stanisław Kuksz – rozstrzelany po wzięciu do bolszewickiej niewoli w 1920 roku
- Mieczysław Popielawski (zastępowy), szer. 2. Baonu Kolejowego – zmarł wskutek choroby 11 listopada 1920 roku w Kowlu

Ponadto w lipcu 1915 roku zginął ratując tonących Marian Jakubowski (zastępowy).

### Od 2000 roku do dziś
Z uwagi na kryzys kadrowy, jaki pojawił się pod koniec lat dziewięćdziesiątych, do pracy z drużyną powróciło wielu instruktorów związanych z Szesnastką w latach osiemdziesiątych i na początku lat dziewięćdziesiątych. W styczniu 2001 roku powstała strona internetowa drużyny, na której dokumentowane są wszystkie ważne wydarzenia z historii Szesnastki, zaś w lutym drużyna wznowiła działalność w szkole im. Stanisława Staszica, tj. w Gimnazjum nr 13 przy ul. Nowowiejskiej (przy Liceum zlokalizowanym w tym samym budynku działała już 21 WDH). W październiku miało miejsce kolejne ważne dla przyszłości drużyny wydarzenie, powróciła ona bowiem do Związku Harcerstwa Rzeczypospolitej. Drużyna prowadziła w tym czasie bardzo intensywną pracę, powiększając swój stan liczebny (szybko przekraczając liczbę 50 aktywnych harcerzy) i organizując wiele wyjazdów. W 2004 roku drużyna wzięła udział w III Narodowym Zlocie Harcerzy z okazji 60. rocznicy wybuchu powstania warszawskiego, zaś jesienią tego samego roku zdobyła tytuł najlepszej drużyny Mazowieckiej Chorągwi Harcerzy oraz Drużyny Rzeczypospolitej – najlepszej drużyny w Organizacji Harcerzy ZHR, który obroniła w roku następnym.
Jednocześnie w Szesnastce odrodził się ruch zuchowy, w 2005 roku sformalizowano istnienie dwóch gromad zuchowych: 16 WGZ-ów „Rycerze Czarnego Orła” oraz 16 WGZ-ów „Rycerze Czarnej Zbroi”. Działalność wędrowniczą prowadził starszy zastęp „K2”.
Po obozie w 2006 roku, z początkiem nowego roku harcerskiego w ramach 16 WDH powstały dwa plutony, które przyjęły nazwy „Grunwald” (SP nr 23 i Gimn. nr 13) i „Sulima” (SP nr 61 i Gimn. nr 14), które z 1 stycznia 2007 roku przekształciły się w drużyny, tworząc Szczep 16 Warszawskich Drużyn Harcerzy i Gromad Zuchów, którego szczepowym został hm. Marek Gajdziński, którego latem zastąpił phm. Piotr Drzazga. W 2008 roku nowo powstała 16 WGZ-ów „Bractwo Zaginionego Oręża” zastąpiła „Rycerzy Czarnego Orła” w Szkole Podstawowej nr 23. Podczas zlotu XX-lecia ZHR w 2009 roku „Grunwald” wziął udział w Turnieju Drużyn Puszczańskich, zajmując trzecie miejsce. W tymże roku prowadziła 16 Warszawska Drużyna Wędrowników.
W 2010 roku drużyna podjęła próby poszerzenia swojej działalności o szkoły podstawowe położone w południowej części Ochoty, nr 152 i 264. Choć starania nie zakończyły się powstaniem nowej jednostki, w obu szkołach 16 WDH zakorzeniła się na stałe, do dziś co roku tworząc w ramach 16 WDH „Grunwald” nowe zastępy złożone z harcerzy pochodzących z tychże szkół. Prócz tego w tym okresie jeden z instruktorów 16 WDH stworzył (formalnie powstałą w 2013 roku) drużynę złożoną z chłopców pochodzących z okolic Kazunia pod Warszawą, która istniała do 2017 roku.
W 2011 roku Szesnastka obchodziła hucznie Stulecie swojego istnienia. Trzydniowe obchody objęły zlot Unii Najstarszych Drużyn Harcerskich, wystawę na pl. Narutowicza w Warszawie, odsłonięcie pamiątkowego głazu na tymże placu, mszę świętą w kościele parafii św. Jakuba oraz ognisko na cyplu Czerniakowskim, w którym wzięły udział wszystkie pokolenia zawiszaków, a także zaowocowały założoną na potrzeby tej uroczystości stroną drużyny w serwisie Facebook.
Od roku 2011 do 2018 16 WDH „Grunwald” nieprzerwanie posiadała kategorię puszczańską, zdobywają dwukrotnie (w 2013 oraz w 2018 roku) tytuł Drużyny Rzeczypospolitej, w pozostałych przypadkach jedynie raz spadając poza podium. „Sulima” również posiadała kategorię puszczańską w latach 2013–2015 oraz 2017, zajmując w 2013 roku drugie miejsce w rywalizacji podczas TDP.
W 2012 roku powstała kolejna gromada zuchów, 16 WGZ-ów „Strażnicy Czasu”. Działalność wędrowniczą od 2012 do 2017 roku prowadził patrol wędrowników „Włóczykije”, zaś od 2014 do 2017 roku równie 16 WDW-ów „Kompania Braci”. W 2017 roku działalność zakończyła również 16 WGZ-ów „Rycerze Czarnego Orła”.
We wrześniu 2017 roku Szesnastka uroczyście otworzyła swoją nową siedzibę przy pl. Baśniowym na warszawskiej Ochocie.
W omawianym okresie w 16 WDH pełniło służbę 31 instruktorów, z których 25 zdobyło swój pierwszy stopień instruktorski po 2000 roku. Stan liczebny szczepu od 2007 roku oscylował od ok. 70 do przeszło 100 zuchów, harcerzy i wędrowników.

### Kalendarium
- 1913
Pierwszy letni obóz drużyny, który jednocześnie był pierwszym obozem skautowym na terenie zaboru rosyjskiego (na terenie majątku Kołby na Polesiu, należącym ówcześnie do rodziny Piotra Olewińskiego i jego brata Stanisława).
- 1916
W tym roku po raz pierwszy użyto w rozkazie numeru „16” na oznaczenie Drużyny.
- 1925
16 uznana za najlepszą drużyną Rzeczypospolitej. Odbyła się pierwsza Choinka Drużyny (spotkanie harcerzy z byłymi harcerzami (zwanymi Zawiszakami)) oraz KPH. W tym też roku ustaliły się tradycyjne elementy munduru szesnastkowego – łowicka krajka (według legendy – otrzymana za pomoc w czasie powodzi od mieszkańców ziemi łowickiej) oraz kostki góralskie noszone na otokach rogatywek (według legendy – otrzymane od ludności Podhala za pomoc w gaszeniu pożaru). W październiku poświęcono sztandar drużyny ufundowany przez przewodniczącego KPH. Odbyło się też pierwsze zimowisko drużyny.
- 1926
Po raz pierwszy drużyna została uznana przez naczelnictwo za drużynę kategorii „A”.
- 1928
Po raz pierwszy drużyna zdobyła tytuł „Reprezentacyjnej Drużyny Stolicy”.
- 1930  15 lutego wydano pierwszy numer pisma drużyny pt. „Sulimczyk”, które wydawano aż do czerwca 1939 roku co dwa tygodnie (łącznie ukazało się 161 numerów).
- 1933
Szesnastka wzięła udział w IV Jamboree w Gödöllő na Węgrzech. Po powrocie z jamboree Drużyna zorganizowała pokazowy obóz harcerski w Parku Łazienkowskim w Warszawie.
- 1937
Szesnastka, jako I drużyna zlotowa, wzięła udział w V Jamboree w Vogelenzang w Holandii.
- 1944 
Zakończenie procesu scalania Szesnastki z Szarymi Szeregami.
- 1949
Drużynie udało się powrócić do odbudowanego gmachu Gimnazjum im. S. Staszica. Jednak jesienią Drużyna została rozwiązana, a do szkoły wkroczyła komunistyczna Organizacja Harcerska ZMP.
- 1957
W ramach przywróconego w 1956 roku ZHP nastąpiło także reaktywowanie Szesnastki przez dwie niezależnie działające grupy zawiszaków. Odrodzona Drużyna została zainstalowana w Liceum im. H. Kołłątaja.
- 1961
Drużyna przekształciła się w szczep. W ramach szczepu działały 3 drużyny młodszoharcerskie i jedna starszoharcerska.
- 1970
Szczep został zredukowany do drużyny młodszoharcerskiej „Grunwald”, działającej w Szkole Podstawowej nr 9 na Ochocie.
- 1972
Zorganizowano drużynę żeńską pod nazwą „Bractwo Czarnego Orła”. Szczep stał się koedukacyjny. Działała w nim również gromada zuchowa.
- 1982
Szesnastka powróciła do Liceum im. H. Kołłątaja, w którym utworzono starszoharcerską drużynę o nazwie „Sulima”. Mimo ogromnego kryzysu udało się zorganizować jeden z najsłynniejszych obozów Szesnastki. Zbudowano wówczas chaty na palach wbitych w dno jeziora Morawy.
- 1984
Szesnastka zorganizowała III Zlot UNDHR.
- 1990
Drużyna opuściła ZHP i przeszła do ZHR.
- 1991
Szesnastka gospodarzem IX Zlotu UNDHR.
- 1993
Drużyna powróciła do ZHP.
- 1994
Zaprzestała działalności drużyna żeńska „Bractwo Czarnego Orła”.
- 1998
Drużyna zorganizowała XVI Zlot UNDHR.
- 2001
Uruchomiono witrynę internetową www.16wdh.pl. Drużyna ponownie przeszła do ZHR. Miały miejsce uroczyste obchody jubileuszu 90-lecia założenia drużyny.
- 2004
Drużyna zdobywa kategorię Drużyny Puszczańskiej, jednocześnie wygrywa turniej o najlepsza drużynę harcerską w Organizacji Harcerzy ZHR.
- 2005
Ponowne zdobycie tytułu Drużyny Puszczańskiej.
- 2006
Utworzenie szczepu, w ramach którego dziś działają dwie drużyny i dwie gromady zuchowe.
- 2011  Uroczyste obchody 100-lecia 16WDH połączone z wystawieniem pamiątkowego głazu na pl. Narutowicza, założenie strony środowiska na Facebooku.
- 2013  Zdobycie przez 16 WDH Grunwald miana Drużyny Rzeczypospolitej.
- 2018  Zdobycie przez 16 WDH Grunwald miana Drużyny Rzeczypospolitej.